# Societas Scientiarum Fennica
Societas Scientiarum Fennica (finsk: Suomen Tiedeseura; svensk: Finska Vetenskaps-Societeten) er et finsk videnskabsakademi som er grundlagt i 1838 for at fremme videnskabelig diskussion og publicering inden for naturvidenskaberne og humaniora.
Akademiet medvirker til at understøtte forskersamfundets kontakter inden for Finland og internationalt. Dette gøres bl.a. ved at arrangere seminarer, symposier og diskussioner om aktuelle emner, og ved en udstrakt publikationsvirksomhed. Akademiet uddeler endvidere midler til forskning samt en række forskningspriser.
Akademiet er et videnskabsakademi, hvori man ikke selv kan ansøge om medlemskab men indvælges af akademiets siddende medlemmer på grundlag af videnskabelige kvalifikationer. Akademiet er inddelt i fire faggrupper: Den matematisk-fysiske, den biovidenskabelige, den humanistiske og den samfundsvidenskabelige faggruppe.
Hver af de fire faggrupper har 30 ordinære medlemmer, som er valgt på livstid. Når et medlem fylder 67 år bliver pladsen ledig og kan nybesættes. De ældre medlemmer fortsætter med de fulde rettigheder. Akademiet indvælger også udenlandske medlemmer.